# Aztec Code

Здесь закодирован текст «This is an example Aztec symbol for Wikipedia.»

Aztec Code — двумерный матричный штрихкод. Разработан в 1995 году доктором Andrew Longacre, Jr., исследователем из фирмы Welch Allyn Inc. (позже Hand Held Products Inc., сейчас Honeywell Imaging and Mobility). Код был опубликован фирмой AIM International в 1997 году, и хотя на код был получен патент, он был передан в общественное достояние.

## Кодирование

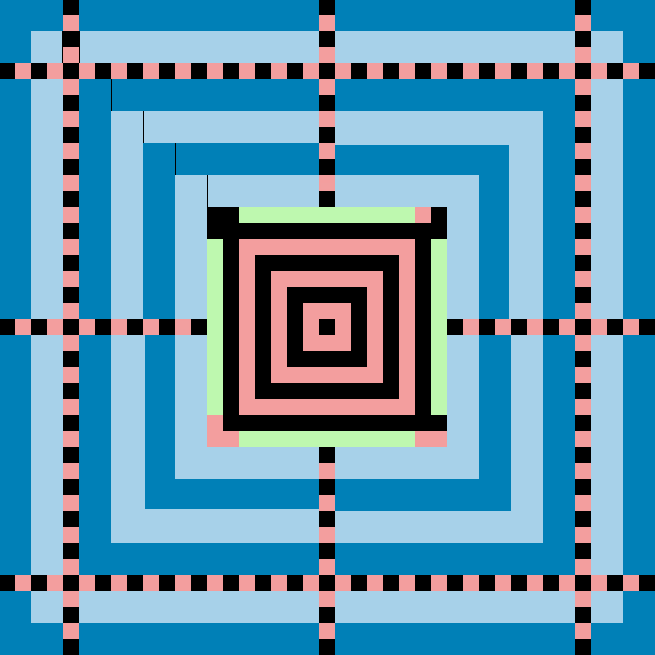
Области полной версии Aztec Code. Чёрным и красным обозначены элементы навигации, зелёным — область служебной информации, синим и голубым — слои хранения данных

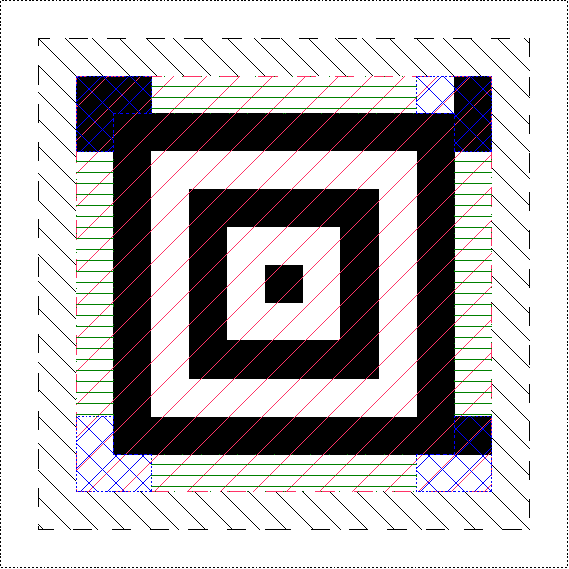
Ядро компактной версии Aztec Code: центральная мишень, четыре маркера ориентации и пространство в 28 бит (по семь на каждой стороне) для описания параметров кодирования. Первое кольцо информации следует прямо за ядром.

Построение происходит на квадратной регулярной сетке.
На иллюстрации показаны области полной версии Aztec Code.
Красным и чёрным цветом обозначены калибровочные элементы: мишень из концентрических квадратов в центре и пунктирные прямые для дополнительной навигации по шифру. Структура этих областей неизменна и положение остальных областей при считывании вычисляется относительно них. Количество пунктирных прямых может меняться в зависимости от размера используемого символа.
Зелёным цветом обозначены области для хранения служебной информации, всего 40 бит: по одному десятибитовому блоку на каждой из четырёх сторон.
Голубым и синим цветами обозначены слои хранения данных, радиально расходящиеся от центра. Тёмная точка в этой области кодирует логическую единицу, светлая — логический ноль, данные в каждом слое записываются по спирали по часовой стрелке, на иллюстрации тонкой линией слева сверху каждого слоя показано его начало.
Благодаря навигационным маркерам код не зависит от пространственной ориентации, и может быть считан не только при любом угле поворота, но и даже при зеркальном отражении рисунка.
Размер кода может варьироваться от квадрата 15×15 до квадрата 151×151. Наименьший может содержать в себе до 13 цифр или 12 букв английского алфавита, либо 6 байт данных, а наибольший — 3832 цифры или 3067 букв английского алфавита или 1914 байт данных. При этом не требуется пустого пространства вокруг рисунка кода.

## Набор символов
1. Данные кодируются побайтно и по умолчанию интерпретируются следующим образом:
  1. для 0 — 127, ANSI X3.4 (то есть ASCII)
  2. для 128—255, ISO 8859-1 (алфавит для западноевропейских языков)
Это относится к ECI 000003.
2. Для совместимости с существующими системами могут быть добавлены два служебных символа, FNC1 и ECI

## Особенности
- Наличие особой системы разметки, мишени, также называемой Bullseye, позволяет считывать информацию даже с искажённого изображения. Например, повёрнутого или растянутого.
- В коде применяется кодирование Рида-Соломона, позволяющее успешно считывать код при частичном повреждении его поверхности. Стандартный уровень избыточности при кодировании 23 %, при этом его можно изменять от 5 % до 95 %[источник не указан 655 дней].
- Радиальное расположение слоёв информации позволяет увеличивать объём хранящейся информации, просто расширяя область кодирования.

## Происхождение названия
Название «Aztec Code» схема получила на ранних этапах разработки из-за внешнего сходства с классической символикой в искусстве коренных жителей Центральной Америки.

## Использование

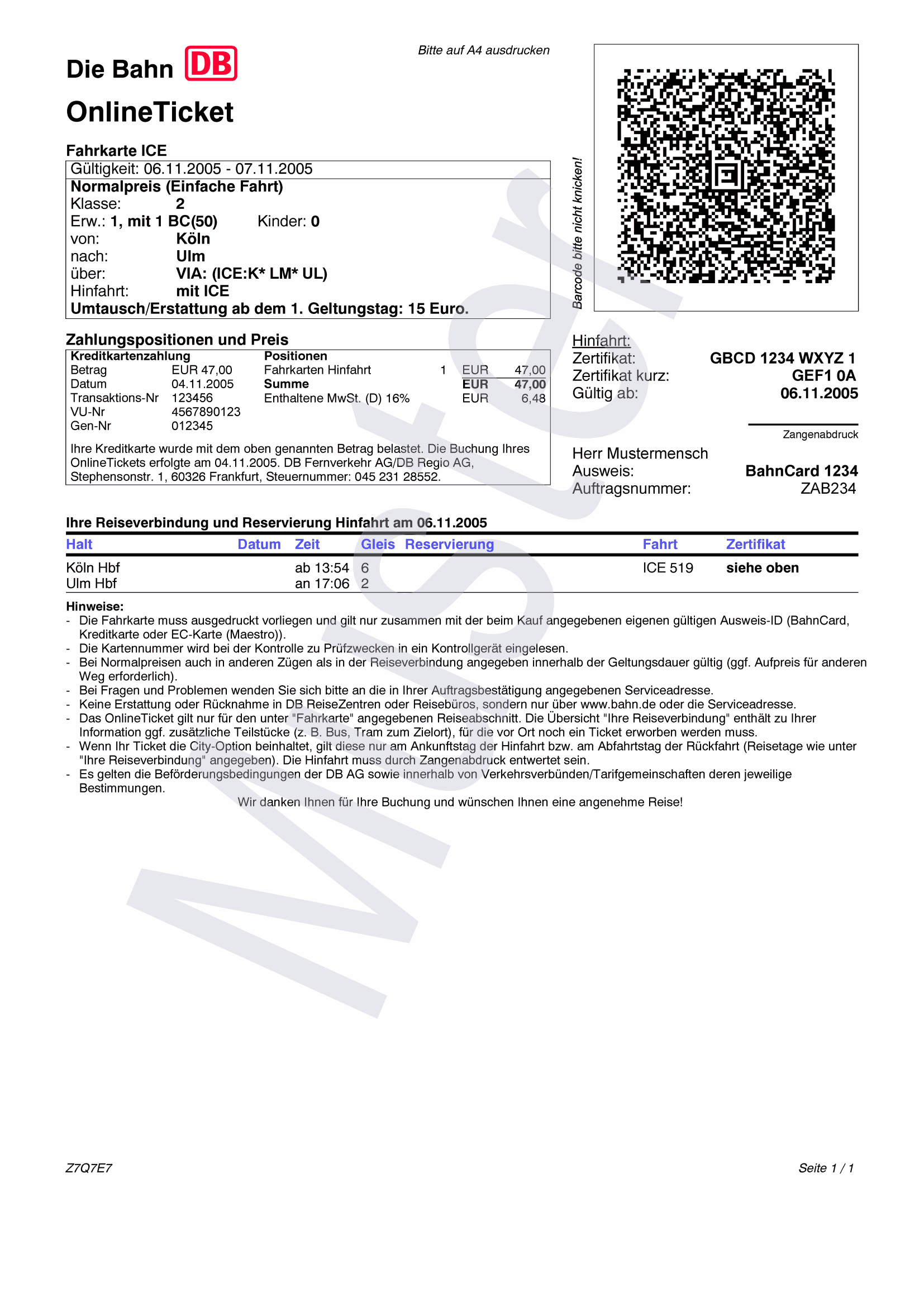
Онлайновый железнодорожный билет на Deutsche Bahn

### Транспорт

#### Железные дороги
- Штрихкоды Aztec Code используются железнодорожными операторами Deutsche Bahn, Trenitalia, Nederlandse Spoorwegen и Swiss Federal Railways для билетов, продаваемых онлайн и распечатываемых клиентами. Штрихкоды Aztec Code используются железнодорожными операторами Heathrow Express и National Express East Coast, в качестве электронных билетов, которые доставляются на мобильные телефоны и показываются с их экранов, а также для самостоятельного распечатывания.
- Штрихкоды сканируются ручным сканером при проверке билетов контролёром.
- Штрихкоды Aztec Code с 2016 года начало использовать на одноразовых билетах ОАО «Центральная ППК», осуществляющее пригородное железнодорожное сообщение в московском регионе.

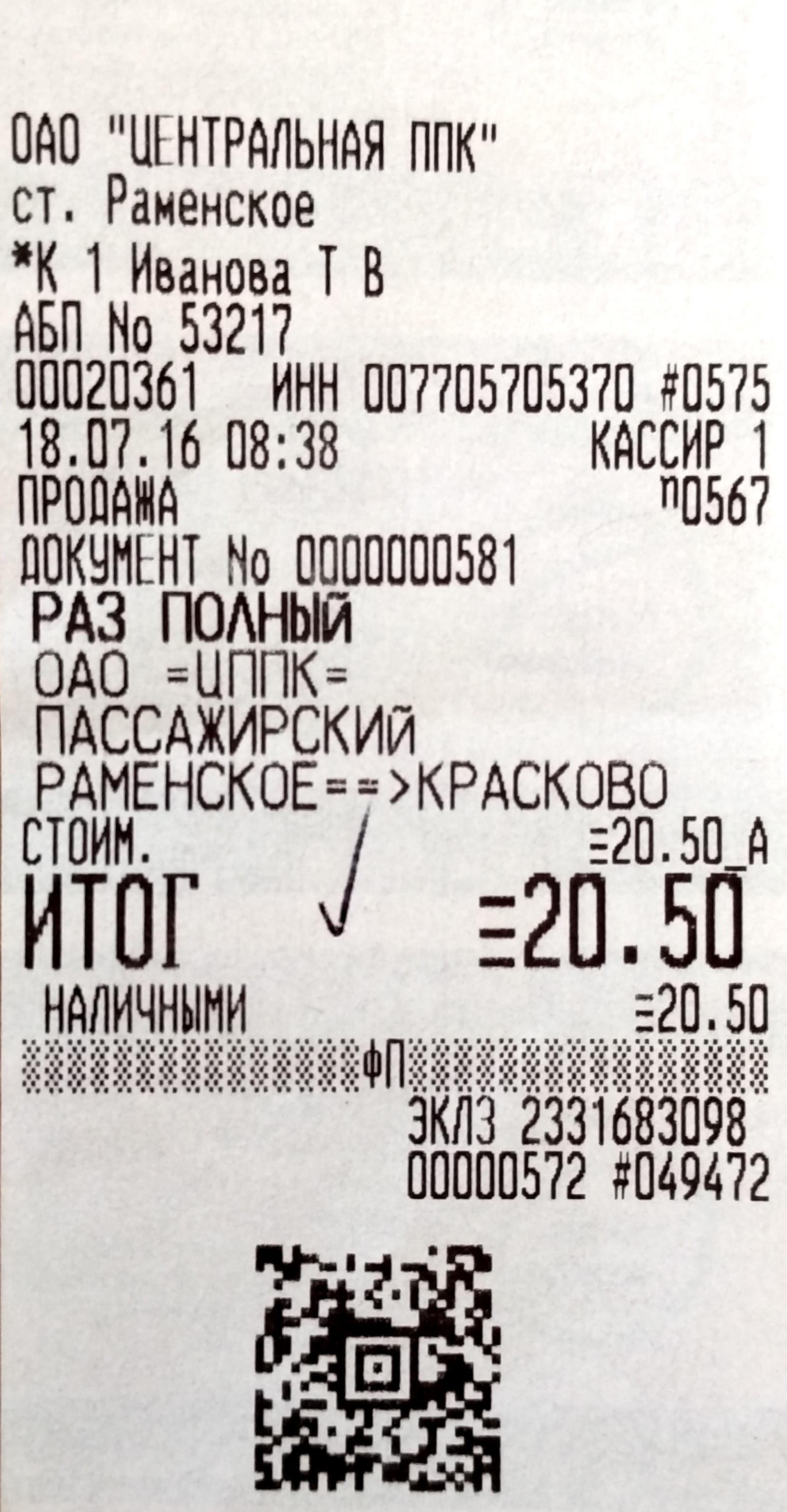
Разовый билет пригородного железнодорожного сообщения ОАО «ЦППК» на Московско-Казанском направлении Московской ж.д. (Московская область)

#### Авиалинии
- Aztec Code был выбран международной ассоциацией воздушного транспорта для электронных билетов (стандарт BCBP IATA).
- Некоторые авиакомпании (в частности, российская S7 Airlines) отправляют штрихкоды Aztec Code на мобильные телефоны пассажиров в качестве электронных (или безбумажных) билетов.
- Авиакомпания Air New Zealand будет использовать Aztec Code для билетов внутри страны, но внедрение этой системы ещё в процессе[2].

### Правительственные документы
- Польские регистрационные документы на автомобили содержат в себе штрихкод Aztec Code для автоматизированного распознавания данных. Проводится работа со страховыми компаниями для того, чтобы они автоматически заполняли соответствующие поля заключаемого контракта, распознавая штрихкод с цифровой фотографии документа.